# Финляндия на «Евровидении-2002»
Финляндию в сорок седьмом выпуске телевизионного конкурса Евровидение-2002 представляла певица Лаура Вутилайнен с диско-поп-песней Addicted to You, написанной Маки Колехмайненом, Яниной Фростелл и Трейси Липп. Страна вернулась после годового перерыва, связанного с низким средним баллом за предыдущие пять лет, помешавшим квалификации Финляндии на Евровидение-2001. По итогам голосования Лаура заняла только 20-е место из 24, набрав 24 очка. Данный результат вновь привёл Финляндию к понижению рейтинга и вылету из состава участников Евровидения-2003. Поэтому, Addicted to You стала предшественницей финской заявки на Евровидение-2004 Takes 2 to Tango в исполнении Яри Силланпяя. Конкурс был показан Yleisradio на канале Yle TV2 с комментариями на финском языке Марии Гузениной и Аско Муртомяки, а также на канале Yle Fem с комментариями на шведском языке. Глашатаем от Финляндии была представительница страны на Евровидение-1962 и Евровидение-1973 Марион Рунг.

## Предыстория
К моменту своего участия в конкурсе 2002 года Финляндия участвовала на Евровидение 36 раз с момента своего дебюта в 1961 году. Самым высоким результатом для страны стало шестое место, которого она достигла в 1973 году с песней Tom Tom Tom в исполнении Марион Рунг. Кроме того, Финляндия пять раз пропускала участие на Евровидение. За исключением 1970 года, когда страна бойкотировала конкурс из-за четверной ничьи победителей, случившейся годом ранее, остальные четыре раза были связаны со существовавшими тогда правилами квалификации, согласно которым на конкурс допускались только те страны, чей средний балл за предыдущие пять лет имел высокий показатель. Из-за данного правила Финляндия была единственной страной, которая каждый раз участвовала на Евровидение в период с 1993 по 2003 годы только по чётным годам, то есть, раз в два года. На Евровидение-2000 представительница страны Нина Острём с песней A Little Bit заняла 18-е место из 24, набрав 18 очков.

## До «Евровидения»

### Euroviisut 2002
Финская национальная телекомпания Yleisradio (Yle) с 1961 года отвечает за организацию отбора заявки на Евровидение и дальнейшую трансляцию конкурса. 18 мая 2001 года Yle подтвердила своё намерение принять участие на Евровидение-2002. Традиционно, все финские заявки отбирались путём организации национального финала под названием Euroviisukarsinta или Euroviisut, имевшим различные форматы. Для Euroviisut 2002 был организован срок подачи заявок в период с 6 августа по 9 ноября 2001 года. Из 467 заявок комиссия экспертов, созванных Yle, отобрала двенадцать. При этом предпочтение явно отдавалось песням, написанным на английском языке с целью повысить шансы Финляндии на победу. Список представленных заявок на Euroviisut 2002 был объявлен 29 ноября 2001 года. Среди них все композиции, за исключением Silenzio в исполнении Тайны Кокконен, были написаны на английском языке.
| Исполнитель      | Название песни                  | Автор(ы)                                      |
| ---------------- | ------------------------------- | --------------------------------------------- |
| Aika             | Stay                            | Маки Колехмайнен, Алекс Оясти, Трейси Липп    |
| Гейр Рённинг     | I Don't Wanna Throw It All Away | Маки Колехмайнен, Трейси Липп                 |
| Йоханна          | Who Cares About a Broken Heart  | Томас Г:сон                                   |
| Юсси Сакслин     | The Closest Thing to Heaven     | Тони Нюгорд                                   |
| Лаура Вутилайнен | Addicted to You                 | Маки Колехмайнен, Янина Фростелл, Трейси Липп |
| Марки            | Goodbye, Hello                  | Ларс Дидриксон, Маркус Убеда                  |
| Рессу Редфорд    | Say You Will, Say You Won't     | Томас Г:сон, Хенрик Сетссон                   |
| Саана            | My Special One                  | Сари Матала                                   |
| Sheidi           | Make the Rain                   | Юсси-Пекка Ярвинен                            |
| Стиина Джин      | If I Do                         | Ристо Асикайнен                               |
| Сьюзан           | Welcome the World               | Томас Хейнонен, Нестор Джели, Сюзи Пяйвяринта |
| Тайна Кокконен   | Silenzio                        | Пертти Хаверинен, Калеви Пуонти, Тиина Пайюла |

Euroviisut 2002 состоялся 26 января в Калева-центре в Тампере. Ведущими были Мария Гузенина и Симо Франген. Финал состоял из двух раундов. В первом раунде двенадцать песен было представлено, а шесть из них посредством голосования жюри из шести городов Финляндии прошло во второй раунд, где победитель определялся только голосованием телезрителей. Всего было зарегистрировано 193 тысячи голосов.
| Порядковый номер | Исполнитель      | Название песни                  | Голоса жюри | Голоса жюри | Голоса жюри | Голоса жюри  | Голоса жюри | Голоса жюри | Всего | Место |
| Порядковый номер | Исполнитель      | Название песни                  | Оулу        | Вааса       | Куопио      | Лаппеэнранта | Турку       | Хельсинки   | Всего | Место |
| ---------------- | ---------------- | ------------------------------- | ----------- | ----------- | ----------- | ------------ | ----------- | ----------- | ----- | ----- |
| 1                | Aika             | Stay                            | 6           | 6           | 8           |              | 2           | 8           | 30    | 2     |
| 2                | Юсси Сакслин     | The Closest Thing to Heaven     |             |             |             |              |             |             | 0     | 12    |
| 3                | Йоханна          | Who Cares About a Broken Heart  | 1           | 10          |             | 6            | 6           |             | 23    | 5     |
| 4                | Sheidi           | Make the Rain                   | 8           | 1           |             | 1            |             | 6           | 16    | 6     |
| 5                | Гейр Рённинг     | I Don't Wanna Throw It All Away | 2           | 4           |             | 8            | 10          | 4           | 28    | 3     |
| 6                | Лаура Вутилайнен | Addicted to You                 |             | 8           | 10          | 10           | 8           | 10          | 46    | 1     |
| 7                | Саана            | My Special One                  | 4           |             |             |              |             |             | 4     | 9     |
| 8                | Марки            | "Goodbye, Hello"                |             | 2           | 2           | 2            |             |             | 6     | 7     |
| 9                | Тайна Кокконен   | Silenzio                        |             |             | 1           |              |             |             | 1     | 11    |
| 10               | Стиина Джин      | If I Do                         |             |             |             |              | 1           | 2           | 3     | 10    |
| 11               | Сьюзан           | Welcome the World               |             |             | 6           |              |             |             | 6     | 7     |
| 12               | Рессу Редфорд    | Say You Will, Say You Won't     | 10          |             | 4           | 4            | 4           | 1           | 23    | 4     |

| Порядковый номер | Исполнитель      | Название песни                  | Голоса | Место |
| ---------------- | ---------------- | ------------------------------- | ------ | ----- |
| 1                | Aika             | Stay                            | 39,690 | 2     |
| 2                | Йоханна          | Who Cares About a Broken Heart  | 15,836 | 5     |
| 3                | Sheidi           | Make the Rain                   | 8,356  | 6     |
| 4                | Гейр Рённинг     | I Don't Wanna Throw It All Away | 36,183 | 3     |
| 5                | Лаура Вутилайнен | Addicted to You                 | 70,580 | 1     |
| 6                | Рессу Редфорд    | Say You Will, Say You Won't     | 22,440 | 4     |

## На «Евровидении»
Сорок седьмой выпуск телевизионного конкурса Евровидение-2002 состоялся 25 мая в Саку Суурхалль в Таллине, Эстония. Согласно действовавшему на тот момент времени правилу, все страны, за исключением занявших последние шесть мест по итогам предыдущего выпуска, допускались к участию. Поскольку Финляндия не участвовала на Евровидение-2001, но транслировала его, то она смогла пройти квалификацию. Лаура выступала под номером 13, между Швецией и Данией. По итогам голосования она заняла только 20-е место из 24, набрав 24 очка. Данный результат в пятый и заключительный раз привёл Финляндию к понижению рейтинга и вылету из состава участников Евровидения-2003. Страна вернулась в 2004 году. 12 очков финские телезрители присудили Франции и 3 очка России. Россия не присудила Финляндии ни одного очка.

### Голосование
| Очки      | Страна                         |
| --------- | ------------------------------ |
| 12 баллов |                                |
| 10 баллов | - Швеция                       |
| 8 баллов  |                                |
| 7 баллов  |                                |
| 6 баллов  |                                |
| 5 баллов  | - Эстония                      |
| 4 балла   |                                |
| 3 балла   | - Босния и Герцеговина - Дания |
| 2 балла   | - Кипр                         |
| 1 балл    | - Македония                    |

| Очки      | Страна         |
| --------- | -------------- |
| 12 баллов | Франция        |
| 10 баллов | Эстония        |
| 8 баллов  | Великобритания |
| 7 баллов  | Швеция         |
| 6 баллов  | Латвия         |
| 5 баллов  | Израиль        |
| 4 балла   | Кипр           |
| 3 балла   | Россия         |
| 2 балла   | Мальта         |
| 1 балл    | Македония      |